# بوبي هيلين جونيور
بوبي هيلين جونيور (بالإنجليزية: Bobby Hillin Jr) (ولد في 5 يونيو 1964) هو سائق سيارات سباق أمريكي معتزل، نافس في سلسلة ناسكار.

## الحياة المهنية
ظهر هيلين لأول مرة في سلسلة كأس وينستون (التي تُعرف الآن بسلسلة كأس ناسكار) عام 1982 عن عمر يناهز 17 عامًا. انضم لاحقًا إلى فريق ديباين موتورسبورتس في عام 1984، وحقق فوزه الوحيد في الكأس في سباق بايرز 400 على حلبة تالاديغا عام 1986، ليصبح أصغر سائق يفوز بسباق في كأس وينستون في ذلك الوقت عن عمر 22 عامًا.
شهد عام 1986 أيضًا أفضل موسم له، حيث أنهى الموسم في المركز التاسع في الترتيب العام. ومع ذلك، لم يتمكن من الحفاظ على هذا الأداء، وشهدت مسيرته سلسلة من النتائج المتفاوتة. بعد مغادرته لفريق ديباين، قاد لصالح عدة فرق أخرى، مثل مورغان-ماكلاور موتورسبورتس، وبادي هارينغتون، وكنيدي بيجين موتورسبورتس، وغيرها.
شارك هيلين كذلك في سلسلة بوش (التي تُعرف الآن بسلسلة ناسكار إكسفينيتي)، لكنه لم يحقق أي انتصارات فيها. تقاعد رسميًا من السباقات بدوام كامل في أواخر التسعينيات، لكنه ظهر أحيانًا في سباقات محدودة، كان آخرها في سباق دايتونا 500 عام 2000.

## ما بعد السباقات
بعد تقاعده من سباقات السيارات، دخل هيلين مجال الأعمال، وأصبح الرئيس التنفيذي لشركة تعمل في قطاع الطاقة.

## الحياة الشخصية
وُلد هيلين في ميدلاند بولاية تكساس. وهو معروف بتدينه، وكان دائمًا يعبر عن إيمانه المسيحي علنًا خلال مسيرته.